# Смородское
Смородское (укр. Смородське) — село, Люботинского городского совета, Харьковской области Украины.
Код КОАТУУ — 6311290009. Население по переписи 2001 года составляет 91 человек (41 мужчин и 50 женщин).

## Географическое положение
Село Смородское находится на расстоянии 1 км от города Люботин и посёлка Березовское (Дергачёвский район).
Село разделено на две части, разнесённых на километр. Рядом проходят автомобильные дороги М-03 и Т-2112.

## История
Село основано в 1885 году.

## Достопримечательности
Со времён Великой Отечественной войны в селе находится братская могила советских воинов. Количество похороненных в ней неизвестно.